# Едмонд Агіус
Едмонд Агіус (англ. Edmond Agius, нар. 23 лютого 1987) — мальтійський футболіст, півзахисник клубу «Біркіркара».
Виступав, зокрема, за клуби «Гіберніанс» та «Валетта», а також національну збірну Мальти.

## Клубна кар'єра
У дорослому футболі дебютував 2003 року виступами за команду клубу «Гіберніанс», в якій провів п'ять сезонів, взявши участь у 77 матчах чемпіонату. 
Своєю грою за цю команду привернув увагу представників тренерського штабу клубу «Валетта», до складу якого приєднався 2008 року. Відіграв за мальтійський клуб наступні шість сезонів своєї ігрової кар'єри. Більшість часу, проведеного у складі «Валетти», був основним гравцем команди.
До складу клубу «Біркіркара» приєднався 2014 року. Відтоді встиг відіграти за мальтійський клуб 34 матчі в національному чемпіонаті.

## Виступи за збірну
У 2012 році дебютував в офіційних матчах у складі національної збірної Мальти. Наразі провів у формі головної команди країни 2 матчі.

## Титули і досягнення
- Чемпіон Мальти (3):

«Валетта»: 2010-11, 2011-12, 2013-14
- Володар Кубка Мальти (6):

«Гіберніанс»: 2005-06, 2006-07
«Валетта»: 2009-10, 2013-14
«Біркіркара»: 2014-15
«Сліма Вондерерз»: 2023-24
- Володар Суперкубка Мальти (6):

«Гіберніанс»: 2007
«Валетта»: 2008, 2010, 2011, 2012
«Біркіркара»: 2014